# Championnat du monde masculin de curling 1975
Navigation
Édition précédente Édition suivante
Le Championnat du monde masculin de curling 1975 (nom officiel : Air Canada Silver Broom) est le 17e championnat du monde masculin de curling.

Il a été organisé en Écosse dans la ville de Perth dans le Perth Ice Rink du 17 au 23 mars 1975.

## Équipes
| Canada | Danemark | France | Allemagne                                                                                           | Italie |
| Fort William CC, Thunder Bay, Ontario Skip: Bill Tetley Third: Rick Lang Second: Bill Hodgson Lead: Peter Hnatiw | Hvidovre CC Skip: John Kjaerulff Third: Leif Gottske Second: Kenneth Poulsen Lead: Peter Haase                           | Mont d' Arbois CC, Megève Skip: André Tronc Third: Pierre Duclos Second: Henri Woehrling Lead: Honore Brangi | EC Bad Tölz Skip: Klaus Kanz Third: Manfred Rösgen Second: Manfred Schulze Lead: Adalbert Mayer     | Cortina CC, Cortina d'Ampezzo Skip: Giuseppe Dal Molin Third: Leone Rezzadore Second: Franco Caldara Lead: Enea Pavani |
| Norvège | Écosse | Suède | Suisse                                                                                              | États-Unis |
| Baerum CC, Oslo Skip: Helmer Strømbo Third: Jan Kolstad Second: Knut Bjaanaes Lead: Øyvinn Fløstrand             | Hamilton & Thornyhill CC, Hamilton Skip: Alex F. Torrance Third: Alex A. Torrance Second: Tom McGregor Lead: Willie Kerr | Härnösands CK Skip: Ragnar Kamp Third: Björn Rudström Second: Christer Mårtensson Lead: Axel Kamp            | Zürich Crystal CC Skip: Otto Danieli Third: Roland Schneider Second: Rolf Gautschi Lead: Ueli Mülli | Granite CC, Seattle, Washington Skip: Ed Risling Third: Charles Lundgren Second: Gary Schnee Lead: Dave Tellvik        |

## Classement
| Pays       | Skip               | V | D |
| ---------- | ------------------ | - | - |
| Canada     | Bill Tetley        | 7 | 2 |
| États-Unis | Ed Risling         | 7 | 2 |
| Suède      | Ragnar Kamp        | 7 | 2 |
| Suisse     | Otto Danieli       | 6 | 3 |
| France     | André Tronc        | 5 | 4 |
| Écosse     | Alex F. Torrance   | 5 | 4 |
| Allemagne  | Klaus Kanz         | 4 | 5 |
| Norvège    | Helmer Strømbo     | 3 | 6 |
| Danemark   | John Kjaerulff     | 1 | 8 |
| Italie     | Giuseppe Dal Molin | 0 | 9 |

*Légende: V = Victoire - D = Défaite

## Résultats

### Match 1
| Équipes              | 1 | 2 | 3 | 4 | 5 | 6 | 7 | 8 | 9 | 10 | Total |
| -------------------- | - | - | - | - | - | - | - | - | - | -- | ----- |
| Norvège (Strømbo)    | – | – | – | – | – | – | – | – | – | –  | 4     |
| Écosse (F. Torrance) | – | – | – | – | – | – | – | – | – | –  | 7     |

| Équipes              | 1 | 2 | 3 | 4 | 5 | 6 | 7 | 8 | 9 | 10 | Total |
| -------------------- | - | - | - | - | - | - | - | - | - | -- | ----- |
| États-Unis (Risling) | – | – | – | – | – | – | – | – | – | –  | 6     |
| Allemagne (Kanz)     | – | – | – | – | – | – | – | – | – | –  | 4     |

| Équipes              | 1 | 2 | 3 | 4 | 5 | 6 | 7 | 8 | 9 | 10 | Total |
| -------------------- | - | - | - | - | - | - | - | - | - | -- | ----- |
| Danemark (Kjaerulff) | – | – | – | – | – | – | – | – | – | –  | 7     |
| Suède (Kamp)         | – | – | – | – | – | – | – | – | – | –  | 10    |

| Équipes         | 1 | 2 | 3 | 4 | 5 | 6 | 7 | 8 | 9 | 10 | Total |
| --------------- | - | - | - | - | - | - | - | - | - | -- | ----- |
| Canada (Tetley) | – | – | – | – | – | – | – | – | – | –  | 3     |
| France (Tronc)  | – | – | – | – | – | – | – | – | – | –  | 8     |

| Équipes            | 1 | 2 | 3 | 4 | 5 | 6 | 7 | 8 | 9 | 10 | Total |
| ------------------ | - | - | - | - | - | - | - | - | - | -- | ----- |
| Suisse (Danieli)   | – | – | – | – | – | – | – | – | – | –  | 5     |
| Italie (Dal Molin) | – | – | – | – | – | – | – | – | – | –  | 3     |

### Match 2
| Équipes              | 1 | 2 | 3 | 4 | 5 | 6 | 7 | 8 | 9 | 10 | Total |
| -------------------- | - | - | - | - | - | - | - | - | - | -- | ----- |
| États-Unis (Risling) | – | – | – | – | – | – | – | – | – | –  | 5     |
| Canada (Tetley)      | – | – | – | – | – | – | – | – | – | –  | 7     |

| Équipes           | 1 | 2 | 3 | 4 | 5 | 6 | 7 | 8 | 9 | 10 | Total |
| ----------------- | - | - | - | - | - | - | - | - | - | -- | ----- |
| Norvège (Strømbo) | – | – | – | – | – | – | – | – | – | –  | 5     |
| Suisse (Danieli)  | – | – | – | – | – | – | – | – | – | –  | 7     |

| Équipes          | 1 | 2 | 3 | 4 | 5 | 6 | 7 | 8 | 9 | 10 | Total |
| ---------------- | - | - | - | - | - | - | - | - | - | -- | ----- |
| France (Tronc)   | – | – | – | – | – | – | – | – | – | –  | 4     |
| Allemagne (Kanz) | – | – | – | – | – | – | – | – | – | –  | 7     |

| Équipes              | 1 | 2 | 3 | 4 | 5 | 6 | 7 | 8 | 9 | 10 | Total |
| -------------------- | - | - | - | - | - | - | - | - | - | -- | ----- |
| Danemark (Kjaerulff) | – | – | – | – | – | – | – | – | – | –  | 10    |
| Italie (Dal Molin)   | – | – | – | – | – | – | – | – | – | –  | 9     |

| Équipes              | 1 | 2 | 3 | 4 | 5 | 6 | 7 | 8 | 9 | 10 | Total |
| -------------------- | - | - | - | - | - | - | - | - | - | -- | ----- |
| Écosse (F. Torrance) | – | – | – | – | – | – | – | – | – | –  | 7     |
| Suède (Kamp)         | – | – | – | – | – | – | – | – | – | –  | 5     |

### Match 3
| Équipes              | 1 | 2 | 3 | 4 | 5 | 6 | 7 | 8 | 9 | 10 | Total |
| -------------------- | - | - | - | - | - | - | - | - | - | -- | ----- |
| Danemark (Kjaerulff) | – | – | – | – | – | – | – | – | – | –  | 6     |
| France (Tronc)       | – | – | – | – | – | – | – | – | – | –  | 13    |

| Équipes              | 1 | 2 | 3 | 4 | 5 | 6 | 7 | 8 | 9 | 10 | Total |
| -------------------- | - | - | - | - | - | - | - | - | - | -- | ----- |
| Canada (Tetley)      | – | – | – | – | – | – | – | – | – | –  | 7     |
| Écosse (F. Torrance) | – | – | – | – | – | – | – | – | – | –  | 5     |

| Équipes            | 1 | 2 | 3 | 4 | 5 | 6 | 7 | 8 | 9 | 10 | Total |
| ------------------ | - | - | - | - | - | - | - | - | - | -- | ----- |
| Norvège (Strømbo)  | – | – | – | – | – | – | – | – | – | –  | 10    |
| Italie (Dal Molin) | – | – | – | – | – | – | – | – | – | –  | 9     |

| Équipes              | 1 | 2 | 3 | 4 | 5 | 6 | 7 | 8 | 9 | 10 | Total |
| -------------------- | - | - | - | - | - | - | - | - | - | -- | ----- |
| États-Unis (Risling) | – | – | – | – | – | – | – | – | – | –  | 5     |
| Suède (Kamp)         | – | – | – | – | – | – | – | – | – | –  | 10    |

| Équipes          | 1 | 2 | 3 | 4 | 5 | 6 | 7 | 8 | 9 | 10 | Total |
| ---------------- | - | - | - | - | - | - | - | - | - | -- | ----- |
| Suisse (Danieli) | – | – | – | – | – | – | – | – | – | –  | 12    |
| Allemagne (Kanz) | – | – | – | – | – | – | – | – | – | –  | 5     |

### Match 4
| Équipes              | 1 | 2 | 3 | 4 | 5 | 6 | 7 | 8 | 9 | 10 | Total |
| -------------------- | - | - | - | - | - | - | - | - | - | -- | ----- |
| Suisse (Danieli)     | – | – | – | – | – | – | – | – | – | –  | 3     |
| Écosse (F. Torrance) | – | – | – | – | – | – | – | – | – | –  | 5     |

| Équipes           | 1 | 2 | 3 | 4 | 5 | 6 | 7 | 8 | 9 | 10 | Total |
| ----------------- | - | - | - | - | - | - | - | - | - | -- | ----- |
| Norvège (Strømbo) | – | – | – | – | – | – | – | – | – | –  | 7     |
| France (Tronc)    | – | – | – | – | – | – | – | – | – | –  | 5     |

| Équipes         | 1 | 2 | 3 | 4 | 5 | 6 | 7 | 8 | 9 | 10 | Total |
| --------------- | - | - | - | - | - | - | - | - | - | -- | ----- |
| Canada (Tetley) | – | – | – | – | – | – | – | – | – | –  | 9     |
| Suède (Kamp)    | – | – | – | – | – | – | – | – | – | –  | 7     |

| Équipes              | 1 | 2 | 3 | 4 | 5 | 6 | 7 | 8 | 9 | 10 | Total |
| -------------------- | - | - | - | - | - | - | - | - | - | -- | ----- |
| Allemagne (Kanz)     | – | – | – | – | – | – | – | – | – | –  | 8     |
| Danemark (Kjaerulff) | – | – | – | – | – | – | – | – | – | –  | 5     |

| Équipes              | 1 | 2 | 3 | 4 | 5 | 6 | 7 | 8 | 9 | 10 | Total |
| -------------------- | - | - | - | - | - | - | - | - | - | -- | ----- |
| États-Unis (Risling) | – | – | – | – | – | – | – | – | – | –  | 8     |
| Italie (Dal Molin)   | – | – | – | – | – | – | – | – | – | –  | 7     |

### Match 5
| Équipes           | 1 | 2 | 3 | 4 | 5 | 6 | 7 | 8 | 9 | 10 | Total |
| ----------------- | - | - | - | - | - | - | - | - | - | -- | ----- |
| Norvège (Strømbo) | – | – | – | – | – | – | – | – | – | –  | 9     |
| Suède (Kamp)      | – | – | – | – | – | – | – | – | – | –  | 11    |

| Équipes              | 1 | 2 | 3 | 4 | 5 | 6 | 7 | 8 | 9 | 10 | Total |
| -------------------- | - | - | - | - | - | - | - | - | - | -- | ----- |
| Danemark (Kjaerulff) | – | – | – | – | – | – | – | – | – | –  | 2     |
| Suisse (Danieli)     | – | – | – | – | – | – | – | – | – | –  | 11    |

| Équipes            | 1 | 2 | 3 | 4 | 5 | 6 | 7 | 8 | 9 | 10 | Total |
| ------------------ | - | - | - | - | - | - | - | - | - | -- | ----- |
| France (Tronc)     | – | – | – | – | – | – | – | – | – | –  | 5     |
| Italie (Dal Molin) | – | – | – | – | – | – | – | – | – | –  | 3     |

| Équipes              | 1 | 2 | 3 | 4 | 5 | 6 | 7 | 8 | 9 | 10 | Total |
| -------------------- | - | - | - | - | - | - | - | - | - | -- | ----- |
| États-Unis (Risling) | – | – | – | – | – | – | – | – | – | –  | 6     |
| Écosse (F. Torrance) | – | – | – | – | – | – | – | – | – | –  | 5     |

| Équipes          | 1 | 2 | 3 | 4 | 5 | 6 | 7 | 8 | 9 | 10 | Total |
| ---------------- | - | - | - | - | - | - | - | - | - | -- | ----- |
| Canada (Tetley)  | – | – | – | – | – | – | – | – | – | –  | 4     |
| Allemagne (Kanz) | – | – | – | – | – | – | – | – | – | –  | 2     |

### Match 6
| Équipes          | 1 | 2 | 3 | 4 | 5 | 6 | 7 | 8 | 9 | 10 | Total |
| ---------------- | - | - | - | - | - | - | - | - | - | -- | ----- |
| Canada (Tetley)  | – | – | – | – | – | – | – | – | – | –  | 8     |
| Suisse (Danieli) | – | – | – | – | – | – | – | – | – | –  | 6     |

| Équipes            | 1 | 2 | 3 | 4 | 5 | 6 | 7 | 8 | 9 | 10 | Total |
| ------------------ | - | - | - | - | - | - | - | - | - | -- | ----- |
| Italie (Dal Molin) | – | – | – | – | – | – | – | – | – | –  | 1     |
| Suède (Kamp)       | – | – | – | – | – | – | – | – | – | –  | 8     |

| Équipes              | 1 | 2 | 3 | 4 | 5 | 6 | 7 | 8 | 9 | 10 | Total |
| -------------------- | - | - | - | - | - | - | - | - | - | -- | ----- |
| Danemark (Kjaerulff) | – | – | – | – | – | – | – | – | – | –  | 7     |
| Écosse (F. Torrance) | – | – | – | – | – | – | – | – | – | –  | 11    |

| Équipes           | 1 | 2 | 3 | 4 | 5 | 6 | 7 | 8 | 9 | 10 | Total |
| ----------------- | - | - | - | - | - | - | - | - | - | -- | ----- |
| Norvège (Strømbo) | – | – | – | – | – | – | – | – | – | –  | 6     |
| Allemagne (Kanz)  | – | – | – | – | – | – | – | – | – | –  | 2     |

| Équipes              | 1 | 2 | 3 | 4 | 5 | 6 | 7 | 8 | 9 | 10 | Total |
| -------------------- | - | - | - | - | - | - | - | - | - | -- | ----- |
| États-Unis (Risling) | – | – | – | – | – | – | – | – | – | –  | 11    |
| France (Tronc)       | – | – | – | – | – | – | – | – | – | –  | 3     |

### Match 7
| Équipes        | 1 | 2 | 3 | 4 | 5 | 6 | 7 | 8 | 9 | 10 | Total |
| -------------- | - | - | - | - | - | - | - | - | - | -- | ----- |
| France (Tronc) | – | – | – | – | – | – | – | – | – | –  | 7     |
| Suède (Kamp)   | – | – | – | – | – | – | – | – | – | –  | 9     |

| Équipes              | 1 | 2 | 3 | 4 | 5 | 6 | 7 | 8 | 9 | 10 | Total |
| -------------------- | - | - | - | - | - | - | - | - | - | -- | ----- |
| Écosse (F. Torrance) | – | – | – | – | – | – | – | – | – | –  | 3     |
| Allemagne (Kanz)     | – | – | – | – | – | – | – | – | – | –  | 4     |

| Équipes              | 1 | 2 | 3 | 4 | 5 | 6 | 7 | 8 | 9 | 10 | Total |
| -------------------- | - | - | - | - | - | - | - | - | - | -- | ----- |
| États-Unis (Risling) | – | – | – | – | – | – | – | – | – | –  | 8     |
| Suisse (Danieli)     | – | – | – | – | – | – | – | – | – | –  | 5     |

| Équipes            | 1 | 2 | 3 | 4 | 5 | 6 | 7 | 8 | 9 | 10 | Total |
| ------------------ | - | - | - | - | - | - | - | - | - | -- | ----- |
| Canada (Tetley)    | – | – | – | – | – | – | – | – | – | –  | 8     |
| Italie (Dal Molin) | – | – | – | – | – | – | – | – | – | –  | 2     |

| Équipes              | 1 | 2 | 3 | 4 | 5 | 6 | 7 | 8 | 9 | 10 | Total |
| -------------------- | - | - | - | - | - | - | - | - | - | -- | ----- |
| Danemark (Kjaerulff) | – | – | – | – | – | – | – | – | – | –  | 7     |
| Norvège (Strømbo)    | – | – | – | – | – | – | – | – | – | –  | 12    |

### Match 8
| Équipes            | 1 | 2 | 3 | 4 | 5 | 6 | 7 | 8 | 9 | 10 | Total |
| ------------------ | - | - | - | - | - | - | - | - | - | -- | ----- |
| Italie (Dal Molin) | – | – | – | – | – | – | – | – | – | –  | 3     |
| Allemagne (Kanz)   | – | – | – | – | – | – | – | – | – | –  | 5     |

| Équipes              | 1 | 2 | 3 | 4 | 5 | 6 | 7 | 8 | 9 | 10 | Total |
| -------------------- | - | - | - | - | - | - | - | - | - | -- | ----- |
| France (Tronc)       | – | – | – | – | – | – | – | – | – | –  | 9     |
| Écosse (F. Torrance) | – | – | – | – | – | – | – | – | – | –  | 4     |

| Équipes              | 1 | 2 | 3 | 4 | 5 | 6 | 7 | 8 | 9 | 10 | Total |
| -------------------- | - | - | - | - | - | - | - | - | - | -- | ----- |
| États-Unis (Risling) | – | – | – | – | – | – | – | – | – | –  | 9     |
| Norvège (Strømbo)    | – | – | – | – | – | – | – | – | – | –  | 4     |

| Équipes          | 1 | 2 | 3 | 4 | 5 | 6 | 7 | 8 | 9 | 10 | Total |
| ---------------- | - | - | - | - | - | - | - | - | - | -- | ----- |
| Suisse (Danieli) | – | – | – | – | – | – | – | – | – | –  | 3     |
| Suède (Kamp)     | – | – | – | – | – | – | – | – | – | –  | 4     |

| Équipes              | 1 | 2 | 3 | 4 | 5 | 6 | 7 | 8 | 9 | 10 | Total |
| -------------------- | - | - | - | - | - | - | - | - | - | -- | ----- |
| Danemark (Kjaerulff) | – | – | – | – | – | – | – | – | – | –  | 5     |
| Canada (Tetley)      | – | – | – | – | – | – | – | – | – | –  | 10    |

### Match 9
| Équipes              | 1 | 2 | 3 | 4 | 5 | 6 | 7 | 8 | 9 | 10 | Total |
| -------------------- | - | - | - | - | - | - | - | - | - | -- | ----- |
| États-Unis (Risling) | – | – | – | – | – | – | – | – | – | –  | 11    |
| Danemark (Kjaerulff) | – | – | – | – | – | – | – | – | – | –  | 6     |

| Équipes           | 1 | 2 | 3 | 4 | 5 | 6 | 7 | 8 | 9 | 10 | Total |
| ----------------- | - | - | - | - | - | - | - | - | - | -- | ----- |
| Norvège (Strømbo) | – | – | – | – | – | – | – | – | – | –  | 6     |
| Canada (Tetley)   | – | – | – | – | – | – | – | – | – | –  | 9     |

| Équipes          | 1 | 2 | 3 | 4 | 5 | 6 | 7 | 8 | 9 | 10 | Total |
| ---------------- | - | - | - | - | - | - | - | - | - | -- | ----- |
| Suisse (Danieli) | – | – | – | – | – | – | – | – | – | –  | 9     |
| France (Tronc)   | – | – | – | – | – | – | – | – | – | –  | 3     |

| Équipes              | 1 | 2 | 3 | 4 | 5 | 6 | 7 | 8 | 9 | 10 | Total |
| -------------------- | - | - | - | - | - | - | - | - | - | -- | ----- |
| Écosse (F. Torrance) | – | – | – | – | – | – | – | – | – | –  | 6     |
| Italie (Dal Molin)   | – | – | – | – | – | – | – | – | – | –  | 3     |

| Équipes          | 1 | 2 | 3 | 4 | 5 | 6 | 7 | 8 | 9 | 10 | Total |
| ---------------- | - | - | - | - | - | - | - | - | - | -- | ----- |
| Suède (Kamp)     | – | – | – | – | – | – | – | – | – | –  | 8     |
| Allemagne (Kanz) | – | – | – | – | – | – | – | – | – | –  | 2     |

### Playoffs
|  | Demi-finales | Demi-finales |        |   | Finale | Finale |
|  | Demi-finales | Demi-finales |        |   | Finale | Finale |
|  |              |              |        |   |        |        |
|  |              |              |        |   |        |        |
|  |              |              |        |   |        |        |
|  | Canada       | 5            |        |   |        |        |
|  | Canada       | 5            |        |   |        |        |
|  | Suisse       | 6            |        |   |        |        |
|  | Suisse       | 6            | Suisse | 7 |        |        |
|  |              |              | Suisse | 7 |        |        |
|  |              | États-Unis   | 3      |   |        |        |
|  | États-Unis   | États-Unis   | 3      | 6 |        |        |
|  | États-Unis   |              |        | 6 |        |        |
|  | Suède        | 4            |        |   |        |        |
|  | Suède        | 4            |        |   |        |        |

|  | Médaille de Bronze |  |  |
|  |                    |  |  |
|  | Canada             |  |  |
|  | Suède              |  |  |

#### Demi-finales
| Équipes          | 1 | 2 | 3 | 4 | 5 | 6 | 7 | 8 | 9 | 10 | Total |
| ---------------- | - | - | - | - | - | - | - | - | - | -- | ----- |
| Canada (Tetley)  | – | – | – | – | – | – | – | – | – | –  | 5     |
| Suisse (Danieli) | – | – | – | – | – | – | – | – | – | –  | 6     |

| Équipes              | 1 | 2 | 3 | 4 | 5 | 6 | 7 | 8 | 9 | 10 | Total |
| -------------------- | - | - | - | - | - | - | - | - | - | -- | ----- |
| Suède (Kamp)         | – | – | – | – | – | – | – | – | – | –  | 4     |
| États-Unis (Risling) | – | – | – | – | – | – | – | – | – | –  | 6     |

#### Finale
| Équipes              | 1 | 2 | 3 | 4 | 5 | 6 | 7 | 8 | 9 | 10 | Total |
| -------------------- | - | - | - | - | - | - | - | - | - | -- | ----- |
| Suisse (Danieli)     | – | – | – | – | – | – | – | – | – | –  | 7     |
| États-Unis (Risling) | – | – | – | – | – | – | – | – | – | –  | 3     |

| Champion du monde de curling 1975 |
| --------------------------------- |
| Suisse 1er titre                  |